# Rewa (Staat)

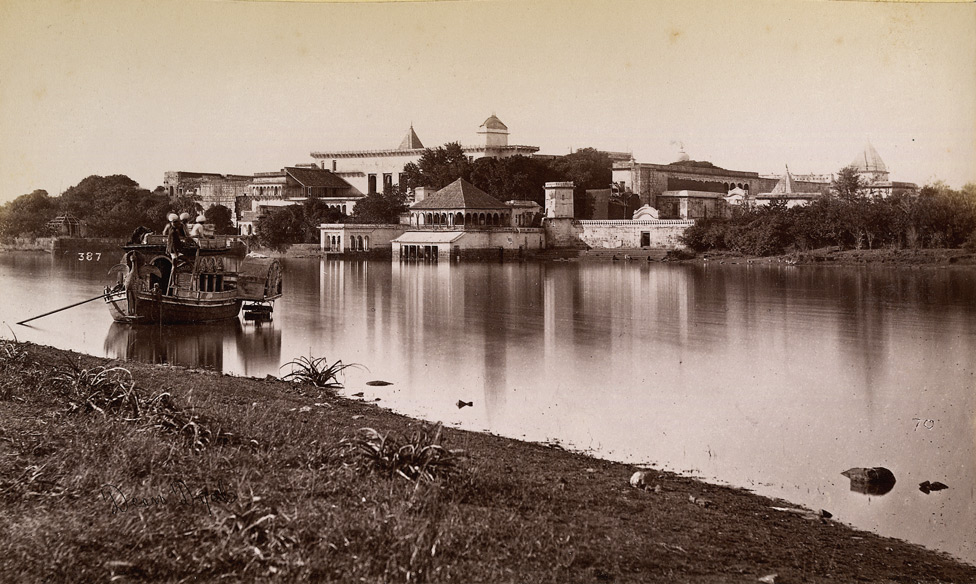
Govindgarh-Palast des Maharajas von Rewa um 1882

Rewa (Hindi: रेवा रियासत; auch Rewah) war ein Fürstenstaat in der Region Baghelkhand von Britisch-Indien.

## Geschichte
Der Rajputen-Staat besteht der Legende nach seit dem Jahr 1140 und war der größte in Bundelkhand. Er kam 1658 unter die Oberhoheit des Mogulreichs und war von 1812 bis 1947 britisches Protektorat. Maharadscha Ghulab Singh (1930–46) führte den Titel Samrajya Maharajadhiraja Bandhresh Shri Maharaja.
Das Land hatte 1941 eine Fläche von 33.669 km² und ca. 1,8 Millionen Einwohner. Am 4. April 1948 schloss sich Rewa der Fürstenunion Vindhya Pradesh an und vollzog am 1. Januar 1950 den Anschluss an Indien. Der Maharadscha von Rewa Martand Singh war in den Jahren 1948/49 Rajpramukh (Staatsoberhaupt) von Vindhya Pradesh. Am 1. November 1956 wurden alle Fürstenstaaten aufgelöst und Vindhya Pradesh dem wenige Jahre zuvor entstandenen Bundesstaat Madhya Pradesh einverleibt.